# Crowded (серия комиксов)
Crowded — серия комиксов, которую в 2018—2020 годах издавала компания Image Comics.

## Синопсис
Чарли Эллисон становится мишенью кампании Reapr на миллион долларов и нанимает телохранителя Виту.

### Выпуски
| №  | Дата выхода      | Оценка на Comic Book Roundup    | Предполагаемый объём продаж (первый месяц) |
| -- | ---------------- | ------------------------------- | ------------------------------------------ |
| 1  | 15 августа 2018  | 8,3 из 10 на основе 23 рецензий | 13 281, позиция в Северной Америке — 158   |
| 2  | 12 сентября 2018 | 8,6 из 10 на основе 4 рецензий  | 6 474, позиция в Северной Америке — 230    |
| 3  | 10 октября 2018  | 8,9 из 10 на основе 5 рецензий  | 5 683, позиция в Северной Америке — 280    |
| 4  | 7 ноября 2018    | 8,8 из 10 на основе 5 рецензий  | 4 466, позиция в Северной Америке — 249    |
| 5  | 5 декабря 2018   | 9,3 из 10 на основе 3 рецензий  | 4 054, позиция в Северной Америке — 260    |
| 6  | 2 января 2019    | 8,7 из 10 на основе 8 рецензий  | 3 743, позиция в Северной Америке — 327    |
| 7  | 3 июля 2019      | 8,8 из 10 на основе 5 рецензий  | 3 055, позиция в Северной Америке — 342    |
| 8  | 7 августа 2019   | 8,3 из 10 на основе 5 рецензий  | 2 986, позиция в Северной Америке — 312    |
| 9  | 4 сентября 2019  | 9,4 из 10 на основе 5 рецензий  | 2 798, позиция в Северной Америке — 340    |
| 10 | 20 ноября 2019   | 8,8 из 10 на основе 4 рецензий  | 2 552, позиция в Северной Америке — 329    |
| 11 | 5 февраля 2020   | 8,2 из 10 на основе 5 рецензий  | 2 511, позиция в Северной Америке — 319    |
| 12 | 25 марта 2020    | 9,2 из 10 на основе 6 рецензий  | 2 402, позиция в Северной Америке — 337    |

### Сборники
| Название       | Дата выхода     | Собранный материал | ISBN          | Предполагаемый объём продаж (первый месяц) |
| -------------- | --------------- | ------------------ | ------------- | ------------------------------------------ |
| Crowded, Vol 1 | 20 марта 2019   | Crowded #1-6       | 9781534310544 | 1 177, позиция в Северной Америке — 77     |
| Crowded, Vol 2 | 24 июня 2020    | Crowded #7-12      | 9781534313750 | н/д                                        |
| Crowded, Vol 3 | 16 февраля 2022 | н/д                | 9781534321083 | н/д                                        |

## Отзывы
На сайте Comic Book Roundup серия имеет оценку 8,8 из 10 на основе 78 рецензий. Николь Драм из ComicBook.com, обозревая дебют, назвала историю в нём «интересной и увлекательной». Рецензируя последний том, она дала ему 4,5 балла из 5 и сказала, что это «блестящее, забавное и достойное завершение комикса». Джошуа Дэвисон из Bleeding Cool, рассматривая первый выпуск, похвалил сценариста и художников. Мэтью Сибли из Newsarama дал дебюту оценку 8 из 10 и отмечал отличительный дизайн персонажей. В другой рецензии на том же сайте первый выпуск получил 9 баллов из 10; критик похвалил художников.